# Bronisław Malinowski

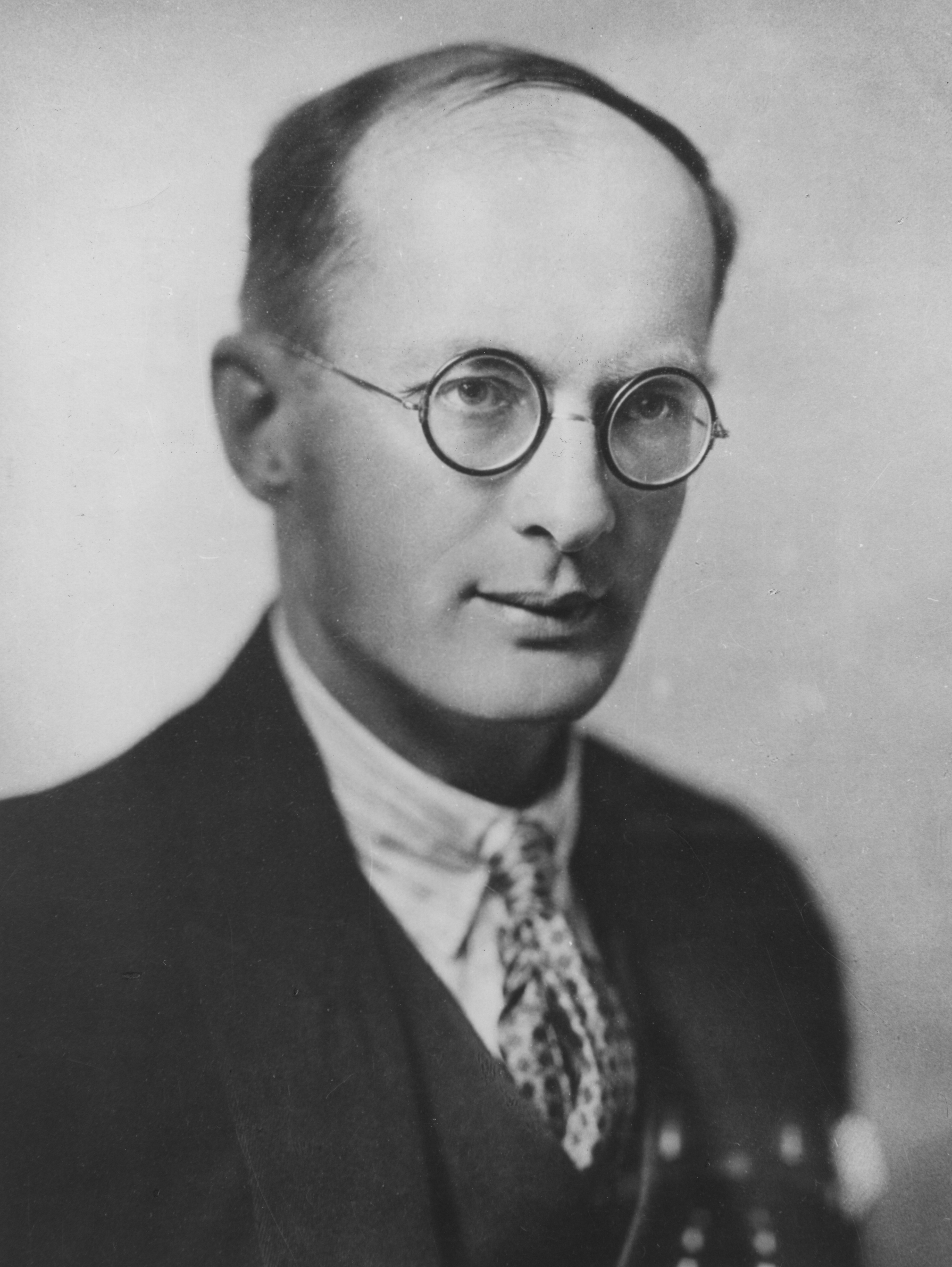
Bronisław Malinowski, um 1930

Bronisław Kasper Malinowski (* 7. April 1884 in Krakau, Österreich-Ungarn; † 16. Mai 1942 in New Haven, USA) war ein polnischer Sozialanthropologe.
Aus einer polnischen Adelsfamilie stammend, später in England lebend, gilt er heute als einer der Begründer des britischen Funktionalismus. Zeit seines Lebens befand er sich in einem wissenschaftlichen Wettstreit mit seinem „Rivalen“ Alfred Radcliffe-Brown. Sein Einfluss auf die nordamerikanische Kulturanthropologie und auf die soziologische Theorie der Institution (Helmut Schelsky) in Deutschland war bedeutend.

## Leben

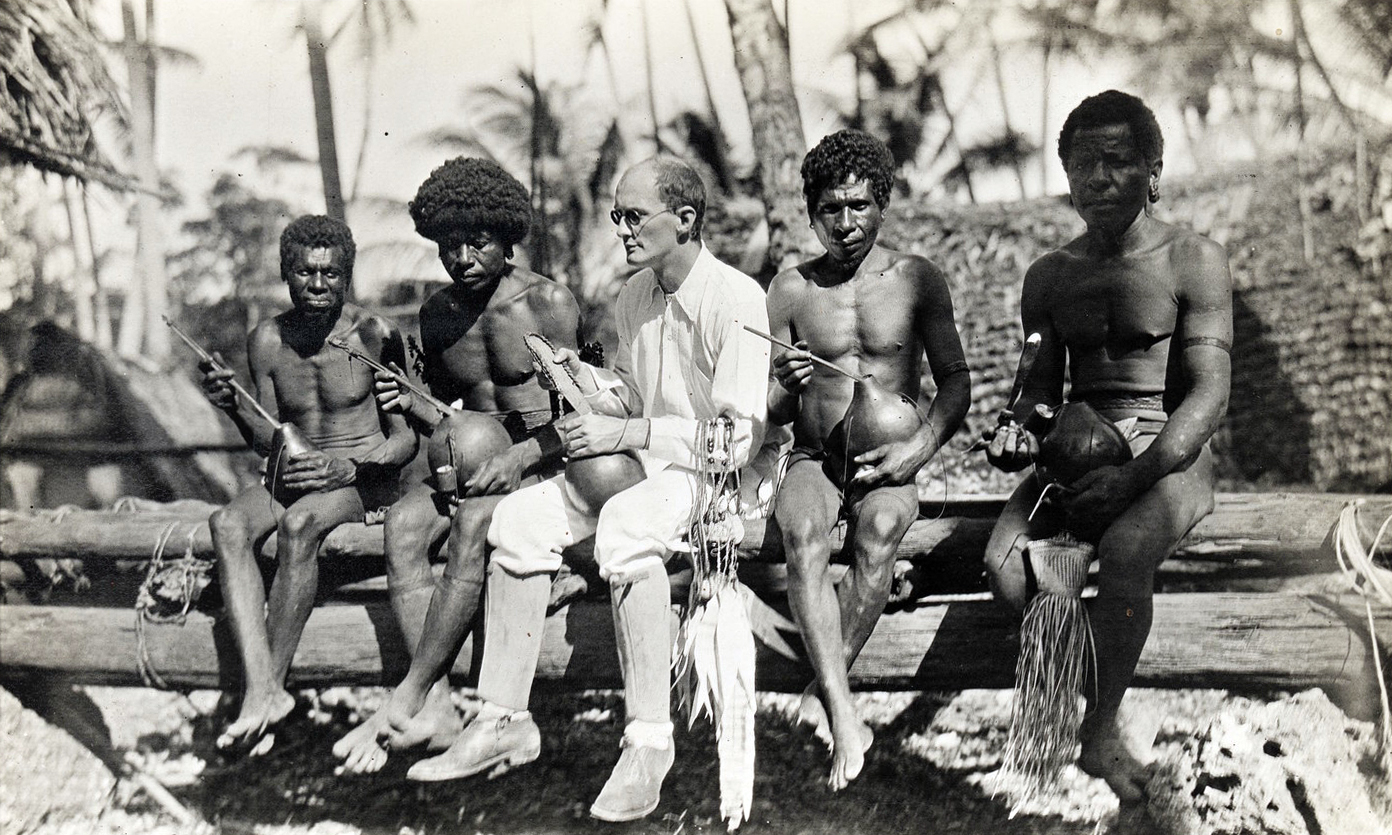
Bronisław Malinowski auf den Trobriand-Inseln, 1918

Bronisław Malinowski war ein Sohn des Krakauer Linguisten Lucjan Malinowski (1839–1898) und seiner Frau Jozefa, geb. Lacka (1848–1918), die aus polnischem Kleinadel stammte. Als er dreizehn Jahre alt war, starb sein Vater. Er empfing in seiner Jugend starke Einflüsse von Ernst Mach, einem naturwissenschaftlich orientierten Philosophen, und von der Linguistik.
1902 begann er das Studium der Philosophie an der Jagiellonen-Universität in Krakau. Seine Doktorarbeit von 1906 beschäftigte sich mit der Ökonomie des Denkens im Anschluss an Ernst Mach. Im Jahr 1908 erlangte Malinowski seinen Studienabschluss in Mathematik, Physik und Philosophie an der Jagiellonen-Universität mit dem Prädikat Sub auspiciis Imperatoris. Von 1908 bis 1910 studierte er drei Semester an der Universität Leipzig und dann von 1910 bis 1914 Anthropologie an der London School of Economics (LSE). Er war ein Schüler von C. G. Seligman. Den Kriegsausbruch erlebte er in Melbourne, wo er gerade an einer Konferenz teilnahm. Zwar wurde er als österreichisch-ungarischer Staatsbürger dank seiner guten Beziehungen nicht interniert, er konnte aber auch nicht nach Europa zurückkehren. Schließlich erhielt er von der australischen Regierung die Genehmigung für seine Feldforschung, und Seligman beschaffte ihm zudem ausreichend finanzielle Mittel (Stipendien und eine Zuwendung einer Stiftung des Industriellen Robert Mond), die er für einen längeren Aufenthalt benötigte.
So organisierte er Forschungsexpeditionen und hielt sich 1915 sechs Monate auf Mailu auf, einer kleinen Insel vor der Südküste im Osten Neuguineas. 1915/16 und 1917/18 besuchte er die Trobriand-Inseln, wo er intensive Feldforschungen durchführte, von denen er zeitlebens zehrte. Während seiner Zeit in Australien lernte Malinowski die schottische Professorentochter Elsie Rosaline Masson kennen, die er 1919 heiratete. Ab 1920 war er mit seiner Frau häufig auf Reisen und lebte ab 1923 in Südtirol, bevor er 1929 nach London übersiedelte.
Von 1922 bis 1938 lehrte er selbst an der LSE, ab 1927 als Inhaber eines Lehrstuhls für Anthropologie. Seine wichtigsten Schüler waren Audrey Richards, Edward E. Evans-Pritchard, Talcott Parsons, Sir Raymond Firth, Phyllis Kaberry, Isaac Schapera, Hilda Kuper und Monica Wilson. Jomo Kenyatta schrieb bei ihm seine Magisterarbeit, die 1938 unter dem Titel Facing Mount Kenya mit einem Vorwort von Malinowski veröffentlicht wurde. Den Ausbruch des Zweiten Weltkriegs erlebte er in den USA, wo er sich häufig aufhielt. Er kehrte nicht nach Europa zurück, sondern übernahm eine Professur an der Yale University. Seit 1933 war er auswärtiges Mitglied der Königlich Niederländischen Akademie der Wissenschaften (KNAW).
Malinowski war ein extrovertierter Mensch und liebte den Rummel, der um seine Person gemacht wurde. Sein Werk Argonauten des westlichen Pazifik wurde weit außerhalb der Grenzen der Fachkreise der Ethnologie zum Bestseller.

## Werk
Malinowski trennte klar zwischen Social Anthropology und History. Seiner Ansicht nach dürfe ein kulturelles Phänomen in der Gegenwart nicht aus der Geschichte heraus erklärt werden, sondern müsse anhand seiner heutigen Funktion für die betreffende Kultur erklärbar sein. Er setzte sich auch mit der damals sehr populären Psychoanalyse um Sigmund Freud auseinander. Insbesondere überprüfte Malinowski jene Thesen, die Freud in seinem Werk Totem und Tabu vorgebracht hatte. Wie Margaret Mead nach ihm, verwies er auf die interkulturellen Unterschiede von sexuellen und anderen wichtigen sozialen Beziehungen (Eltern-Kind-Beziehungen etc.) und warnte davor, Freuds Erkenntnisse auf außereuropäische Kulturen zu projizieren.
Malinowski gilt als „Vater der Feldforschung“, wie sie heute zum Kernstück der empirischen Arbeit der Anthropologie geworden ist. Malinowski propagierte Feldforschungsaufenthalte mit engem Kontakt zu den Informanten über einen langen Zeitraum hinweg. Feldforschung hieß für ihn teilnehmende Beobachtung: Der Forscher teilt über einen längeren Zeitraum das Alltagsleben und die Arbeit mit den von ihm erforschten Menschen und beobachtet diese dabei. Eine wichtige Forderung der teilnehmenden Methode war es außerdem, „dass man sich aus dem Umgang mit anderen Weißen herauslöst und in möglichst engem Kontakt mit den Eingeborenen bleibt.“
Dass es tatsächlich Malinowski war, der als erster die „teilnehmende Beobachtung“ praktizierte, was ihm den Ruf des „Begründers der modernen Sozioanthropologie“ einbrachte, wird mit Verweis auf Franz Boas bezweifelt. Raymond Firth schreibt im Vorwort zum Tagebuch, dass Malinowski nach zwei Wochen festgestellt hätte, dass er die Leute zu wenig beobachtete und deren Sprache nicht sprach. Beide Nachteile versuchte er mit energischem Einsatz zu überwinden.
Heftig reagierte Malinowski auf die Tätigkeit der Missionare, deren meist tendenziöse Aufzeichnungen lange Zeit eine der wichtigsten Quellen für die Ethnologie waren. Er sah die Ethnologie stattdessen dazu berufen, die Kultur der Einheimischen in ihrer Ursprünglichkeit zu bewahren, womit er zugleich seine eigenen romantischen Motive offenbarte.

### Argonauten des westlichen Pazifik
Das 1922 erschienene Buch Argonauten des westlichen Pazifik gilt als Hauptwerk Malinowskis. Es beginnt mit einer Einleitung über die Methode der Feldforschung, dann folgen eine geographische Beschreibung der Trobriand-Inseln und eine Erzählung über seine Ankunft auf der Insel.
In weiteren Kapiteln beschreibt er detailliert das Phänomen des Kula-Tausches, das er bei den gartenbauenden Trobriandern entdeckt hatte. Im Schlussteil des Buches erörtert er Sinn und Funktion von Kula für die Trobriander. Besonderen Wert legt er darauf, das Phänomen aus sich selbst und aus Sicht der Trobriander heraus zu erklären und nicht dem Eurozentrismus „gewisser anderer Forscher“ (er bezieht sich dabei auf Alfred Radcliffe-Brown) zu verfallen.

### Das Geschlechtsleben der Wilden in Nordwest-Melanesien

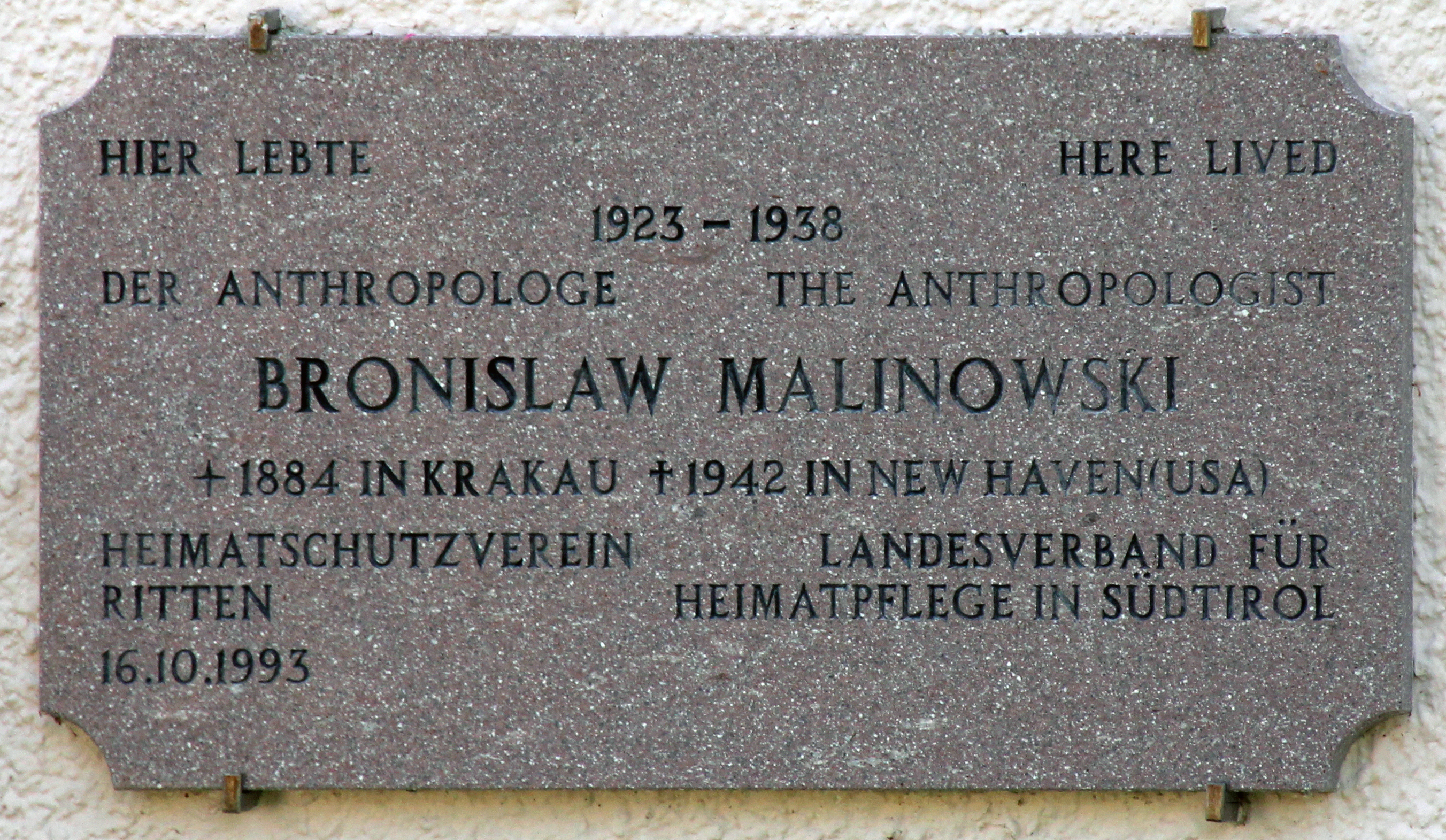
Gedenktafel am Haus Waldweg 3 in Oberbozen

In seinem zweiten wichtigen Werk über die Trobriander, dem 1929 erschienenen Buch Das Geschlechtsleben der Wilden in Nordwest-Melanesien, beschreibt Malinowski detailliert die soziale Organisation der Sexualität, das heißt unter anderem soziale Riten, Partnerwahl und Sexualverhalten der Trobriander.
Er zeigt sich beeindruckt davon, dass die Sexualität nicht – wie in Mitteleuropa – verdrängt werde, sondern zum Alltag der Menschen gehöre. So standen beispielsweise den Jugendlichen so genannte Jugendhäuser zur Verfügung, wo sie ihre Sexualität spielend ausprobieren konnten. Dies wurde von der gesamten Gemeinschaft gefördert und als wichtiger Schritt zum Erwachsenwerden betrachtet. Er vergleicht seine Beobachtungen mit Sigmund Freuds Vorstellungen zur Entwicklung der Sexualität.
In weiteren Kapiteln geht er auf die Eltern-Kind-Beziehungen bei den Trobriandern ein und beschreibt detailliert deren komplexe matrilineare Verwandtschaftsstruktur, in der die biologische Vaterschaft ignoriert wurde und dafür der Mutterbruder (Onkel mütterlicherseits) eine „väterliche“ Beziehung (einhergehend mit einer ganzen Reihe von Verpflichtungen) zu den Kindern seiner Schwester einging.

## Veröffentlichungen
- 1913: The Family Among the Australian Aborigines
- 1915: Wierzenia pierwotne i formy ustroju społecznego. Pogląd na genezę religii ze szczególnym uwzględnieniem totemizmu. (Primitive Glaubensweisen und Formen des Gesellschaftssystems. Ausblick auf die Entstehung der Religion mit besonderer Berücksichtigung des Totemismus)
- 1922: Argonauts of the Western Pacific. An Account of Native Enterprise and Adventure in the Archipelagoes of Melanesian New Guinea. Dutton, New York 1922. (Internet Archive)
  - Deutsche Ausgabe: Argonauten des westlichen Pazifik. Ein Bericht über Unternehmungen und Abenteuer der Eingeborenen in den Inselwelten von Melanesisch-Neuguinea. Syndikat, Frankfurt am Main 1979, ISBN 3-8108-0087-2. (Übersetzer: Heinrich Ludwig Herdt. Herausgeber: Fritz Kramer)
- 1924: Mutterrechtliche Familie und Ödipus-Komplex. Eine psychoanalytische Studie. Internationaler Psychoanalytischer Verlag, Leipzig 1924. (Internet Archive)
- 1926: Crime and Custom in Savage Society
  - Deutsche Ausgabe: Sitte und Verbrechen bei den Naturvölkern. Francke, Wien 1950. (Übersetzer: H. Schwarz)
- 1927: The Father in Primitive Psychology
- 1927: Sex and Repression in Savage Society. (dt.: Geschlecht und Verdrängung in primitiven Gesellschaften. Hamburg 1962)
- 1930: Das Geschlechtsleben der Wilden in Nordwest-Melanesien. Liebe / Ehe und Familienleben bei den Eingeborenen der Trobriand-Inseln / Britisch-Neu-Guinea; eine ethnographische Darstellung. Grethlein, Leipzig/Zürich 1930[6][7]
- 1935: Coral Gardens and Their Magic. A Study of the Methods of Tilling the Soil and of Agricultural Rites in the Trobriand Islands (Korallengärten und ihre Magie. Bodenbestellung u. bäuerl. Riten auf d. Trobriand-Inseln) ISBN 3-8108-0172-0
- 1944: A Scientific Theory of Culture. dt.: Eine wissenschaftliche Theorie der Kultur und andere Aufsätze. Pan-Verlag, Zürich 1949; Neuausgabe: Suhrkamp Verlag, Frankfurt am Main 1975, ISBN 978-3-5182-7704-1
- 1967: A Diary in the Strict Sense of the Term. dt.: Ein Tagebuch im strikten Sinne des Wortes: Neuguinea 1914–1918, Frankfurt am Main: Syndikat, 1986
- Magie, Wissenschaft und Religion und andere Schriften dt. 1973, 1983